# Куставлетов, Дулат Рашитович
Дулат Рашитович Куставлетов (каз. Дулат Рашитұлы Құсдәулетов, род. 2 ноября 1952 года, с. Еркендык, Макинский район, Акмолинская область, Казахская ССР) — казахстанский государственный деятель, депутат сената парламента Казахстана V и VI созывов (2013—2019).

## Биография
1975—1978 гг. — комсомольская работа.
1978—1983 гг. — помощник председателя Целиноградского горисполкома.
1983—1987 гг. — инструктор райкома партии.
1987—1994 гг. — заместитель заведующего отделом облисполкома, областной администрации.
В 1992 году окончил Московский юридический институт.
1994—1995 гг. — судья Акмолинского областного арбитражного суда.
1995—1996 гг. — главный специалист Акмолинского областного управления юстиции.
1996—1997 гг. — Акмолинский транспортный прокурор.
1997—1999 гг. — Акмолинский природоохранный прокурор.
1999—2000 гг. — заведующий отделом прокуратуры Акмолинской области.
2000—2005 гг. — старший прокурор, заместитель начальника департамента по надзору за законностью в деятельности государственных органов, начальник управления по надзору за законностью в сфере экономики — заместитель начальника департамента по надзору за законностью в деятельности государственных органов генеральной прокуратуры Казахстана.
Июль 2005 — август 2013 г. — вице-министр юстиции Республики Казахстан.
С августа 2013 года по 12 августа 2019 года — депутат сената парламента Казахстана, назначен указом президента.

## Награды
- Орден «Парасат» (2016)
- Орден «Курмет» (2006)
- Медаль «За укрепление парламентского сотрудничества» (13 октября 2017 года, Межпарламентская ассамблея СНГ) — за особый вклад в развитие парламентаризма, укрепление демократии, обеспечение прав и свобод граждан в государствах — участниках Содружества Независимых Государств[4]
- Почётная грамота Совета МПА СНГ (27 марта 2017 года, Межпарламентская ассамблея СНГ) — за активное участие в деятельности Межпарламентской Ассамблеи и её органов, вклад в укрепление дружбы между народами государств — участников Содружества Независимых Государств[5]